# رویال رامبل (۲۰۱۸)
رویال رامبل (۲۰۱۸) (به انگلیسی: Royal Rumble) یک رویداد غیر رایگان (Pay-Per-View) در کشتی حرفه‌ای می‌باشد که توسط کمپانی دبلیودبلیوئی برای هردو برَند راو و اسمک‌دَون تهیه می‌شود و این دوره اش هم در ۲۸ ژانویه ۲۰۱۸ در مجموعه ورزشی ولز فارگو سنتر شهر فیلادلفیا ایالت پنسیلوانیا برگزار شد. این رویداد سی‌ویکمین رویال رامبل سالانه بود. همچنین برای اولین بار شاهد مسابقه رویال رامبل برای بدست آوردن مسابقه قهرمانی کمربند زنان راو یا اسمک‌داون در رسلمانیا ۳۴ بود.
نه مسابقه در این رویداد برگزار شد که سه تای آن‌ها در پیش‌نمایش قرار داشت. در مسابقه نهایی و اصلی(Main event) این رویداد که اولین مسابقه رویال رامبل زنان در تاریخ و دومین بار بود که مسابقه زنان به عنوان مسابقه اصلی یک PPV برگزار می‌شد و همچنین اولین بار که مسابقه زنان به عنوان مسابقه اصلی یکی از چهار رویداد بزرگ دبلیودبلیوئی بود، آسکا موفق به بیرون انداختن همه کشتی‌گیران و کسب پیروزی این رویال رامبل شد. مسابقه رویال رامبل مردان هم با پیروزی شینسکه ناکامورا به پایان رسید تا دو ژاپنی برنده مسابقه رویال رامبل زنان و مردان این سال شوند.
همچنین براک لزنر موفق به پیروزی مقابل کین و براون استرومن طی یک مسابقه تریپل ترت و حفظ کمربند یونیورسال دبلیودبلیوئی خود شد و ای‌جی استایلز هم با پیروزی مقابل کوین اوونز و سمی زین طی یک مسابقه باآوانس ۲ به تک، کمربند دبلیودبلیوئی خود را حفظ کرد.
نکته قابل ذکر دیگر در این رویداد، ورود ناگهانی ستاره سابق یواف‌سی یعنی راندا رَوزی پس از پایان مسابقه رامبل زنان بود که به‌نوعی رسماً حضور خود در دبلیودبلیوئی را تأیید کرد.

## زمینه‌سازی

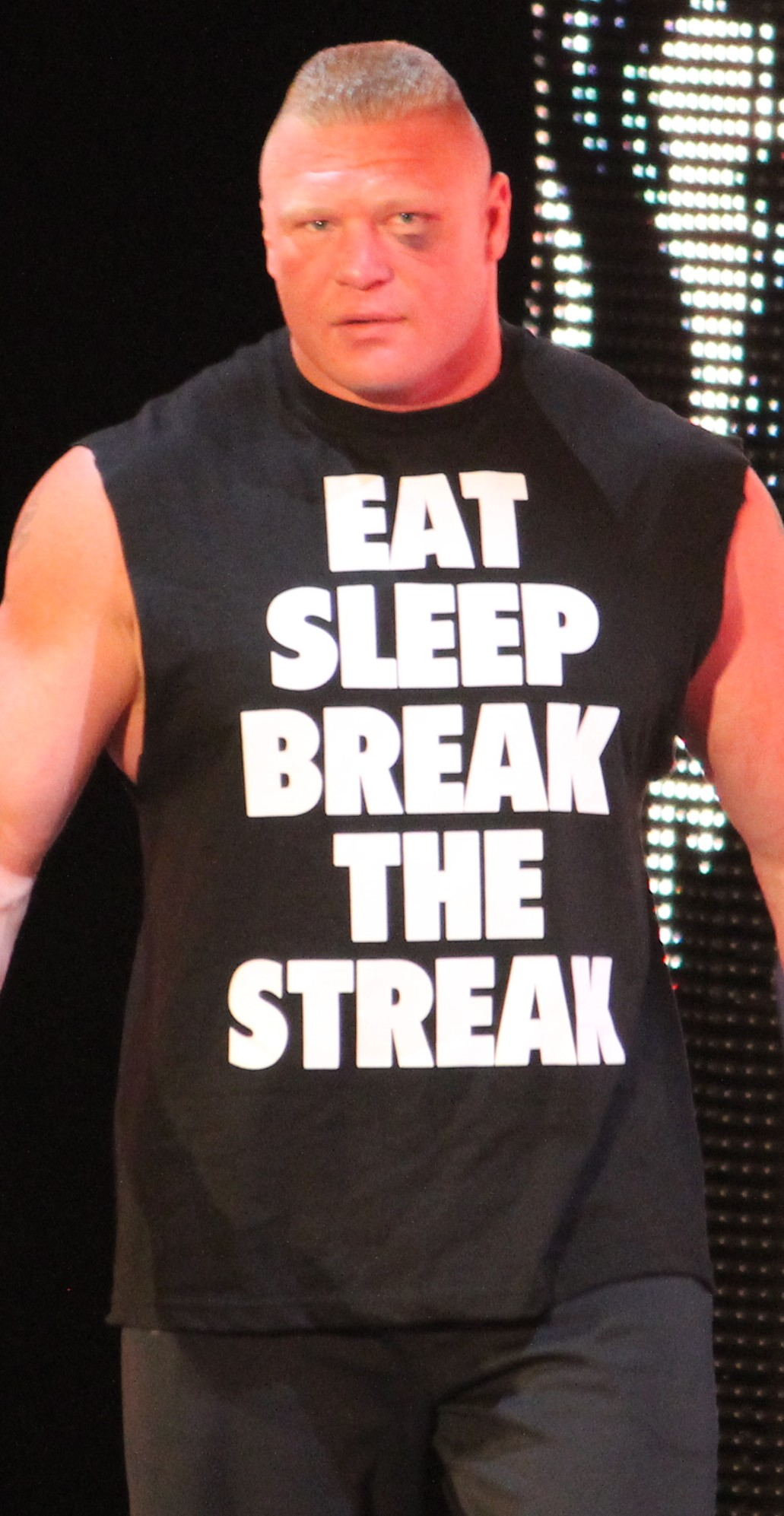
براک لزنر و پاول هیمن یک روز پس از شکست دادن آندرتیکر در رسلمنیا XXX

رویال رامبل شامل مسابقاتی بین دشمنی‌های موجود، ماجراهای پیش آمده و استوری‌هایی خواهد بود که پیش از این در برنامه‌های راو یا اسمک داون پخش شده بود. کشتی‌گیرها با توجه به مسابقات یا سری اتفاقاتی که برایشان رخ می‌دهد و تنش را به حد اکثر می‌رساند، نقش منفی یا قهرمان به خود می‌گیرند.
طبق رسم هرساله در رویال رامبل، رقابت بَتِل رویال بین کشتی گیران برگزار می‌شود به این صورت که هر ۹۰ ثانیه یک نفر وارد رینگ می‌شود. برنده این مسابقه، فرصت رقابت بر سر کمربند دبلیودبلیوئی یا کمربند یونیورسال دبلیودبلیوئی در رسلمانیا ۳۴ را پیدا خواهد کرد.
در راو ۱۸ دسامبر ۲۰۱۷، الایِس اولین نفری بود که حضور خود را در مسابقه رامبل اعلام کرد.
در راو ۱۸ دسامبر ۲۰۱۷، یک مسابقه تگ تیم شش نفره بین ساشا بنکس، بِیلی و میکی جیمز در مقابل اَبسلوشن (پِیج، مندی رز، و سونیا دِویل) برگزار شد که با سلب صلاحیت به پایان رسید، و سپس سایر کشتی‌گیران زن (آلیشا فاکس، آسکا، نایا جکس، دینا بروک، و قهرمان زنان راو الکسا بلیس) هم وارد شدند تا به اَبسلوشن حمله کنند؛ تا اینکه استفنی مک‌ماهون مدیر راو وارد میدان شد و درگیری متوقف شد. استفنی سپس تلاشهای زیادی که کشتی‌گیران زن برای اعتلای این بخش از کمپانی کرده‌اند را یادآور شد: از انقلاب بخش زنان تا تحول چند سال اخیر در بخش زنان کمپانی، مانند برگزار شدن اولین مسابقه تاریخ در بخش زنان از نوع هِل این اِ سِل، اولین مسابقه تاریخ بخش زنان از نوع مسابقه نردبان مانی این دِ بَنک، و اینکه زنان در رویداد اصلی(Main Event) برنامه‌های راو و اسمک‌داون مسابقه دادند. او سپس اعلام کرد که در این رویال رامبل، برای اولین بار مسابقه رامبل برای بدست آوردن مسابقه قهرمانی کمربند زنان راو یا اسمک‌داون در رسلمانیا ۳۴ برگزار خواهد شد. او گفت به غیر از بلیس (قهرمان)، ده ورزشکاری که درون رینگ بودند در آن مسابقه حضور خواهند داشت. روز بعد در اسمک‌داون ۱۹ دسامبر ۲۰۱۷، نِیومی به‌عنوان اولین نفر از این برَند، حضور خود در مسابقه رامبل را اعلام کرد.
در راو ۱۱ دسامبر ۲۰۱۷، براون استرومن و کین مسابقه‌ای برگزار کردند برای تعیین حریف قهرمان کمربند یونیورسال دبلیودبلیوئی یعنی براک لزنر در رویال رامبل، که البته این مسابقه بخاطر حضور هردو رقیب خارج از رینگ با شمارش معکوس، مساوی اعلام شد. آن‌دو با این‌حال به زد و خورد ادامه دادند تا اینکه استرومن با حرکت تمام‌کننده خود یعنی رانینگ پاوِراسلَم(Running Powerslam) کین را به درون میز گزارشگران کوبید. بعد ار آن اعلام شد که لزنر هفته بعد به راو می‌آید تا در مورد آن‌دو و این قضیه صحبت کند. در راو ۱۸ دسامبر ۲۰۱۷، جنرال منیجر راو یعنی کرت انگل قصد داشت تا تصمیم خود برای این مسابقه را اعلام کند که براون استرومن، کین و لزنر به همراه پل هیمن، یک به یک وارد شدند؛ سرانجام انگِل اعلام کرد که این سه نفر در رویال رامبل، طی یک مسابقه تریپل ترت مقابل هم قرار خواهند گرفت. سپس یک درگیری بین آن سه نفر رخ داد که درآخر لزنر استرومن را از رینگ بیرون انداخت و به کین یک F5 زد؛ درحالیکه لزنر و هیمن از محوطه خارج می‌شدند، ناگهان کین با حالت معروف خود و آندرتیکر، از حالت درازکش برخاست و لزنر را مرعوب کرد. در راو ۲۵ به تاریخ ۲۲ ژانویه، هر سه رقیب در رینگ حاضر شدند. لزنر به کین یک F5 زد، ولی استرومن بر او چیره شد و او را با حرکت رانینگ پاوِراسلَم به درون میز گزارشگران کوبید.
در اسمک‌داون ۹ ژانویه ۲۰۱۸ نیز شلتون بنجامین و چاد گیبل که مدتی بود در حال تلاش برای بدست آوردن کمربندهای قهرمانی تگ تیم اسمکداون لایو از د اوسوس بودند وارد رینگ شدند و اعتراض کردند، لحظاتی بعد دنیل براین وارد شد و مسابقه آن‌ها در برابر د اوسوس را در رویال رامبل ثبت کرد.

## نتایج
| #                                                                                                 | نتایج                                                                              | نوع مسابقه | مدت زمان |
| ------------------------------------------------------------------------------------------------- | ---------------------------------------------------------------------------------- | --- | -------- |
| ۱پ                                                                                                | کالیستو، گرَن متالیک و لینس دورادو پیروز مقابل تی‌جی‌پی، جنتلمن جک گالاهر و درو گولاک | مسابقه تگ تیم شش نفره | ۱۳:۲۰    |
| ۲پ                                                                                                | د ریوایوال (دش وایلدر و اسکات داوسون) پیروز مقابل لوک گالوز و کارل اندرسون         | مسابقه تگ تیم | ۹:۱۰     |
| ۳پ                                                                                                | بابی رود (c) پیروز مقابل موجو راولی                                                | مسابقه تک نفره برای قهرمانی کمریند ایالات متحده                                                                               | ۷:۴۵     |
| ۴                                                                                                 | ای‌جی استایلز (c) پیروز مقابل کوین اوونز و سمی زین                                  | مسابقه باآوانس ۲ به تک برای قهرمانی کمربند دبلیودبلیوئی                                                                       | ۱۵:۵۵    |
| ۵                                                                                                 | د اوسوس (جیمی و جی اوسو) (c) پیروز مقابل چاد گیبل و شلتون بنجامین با نتیجه ۲–۰     | مسابقه 2out-of-3-falls برای قهرمانی کمربندهای تگ تیم اسمک‌داون                                                                 | ۱۳:۵۵    |
| ۶                                                                                                 | شینسکه ناکامورا پیروز با بیرون انداختن آخرین نفر یعنی رومن رینز                    | مسابقه ۳۰ نفره رویال رامبل برای بدست آوردن مسابقه قهرمانی کمربند دبلیودبلیوئی یا کمربند یونیورسال دبلیودبلیوئی در رسلمانیا ۳۴ | 1:05:27  |
| ۷                                                                                                 | سِزارو و شیمس پیروز مقابل سث رالینز و جیسون جردن (c)                                | مسابقه تگ تیم برای قهرمانی کمربندهای تگ تیم راو                                                                               | ۱۲:۴۹    |
| ۸                                                                                                 | براک لزنر (c) (با همراهی پل هیمن) پیروز مقابل کین و براون استرومن                  | مسابقه تریپل ترت برای قهرمانی کمربند یونیورسال دبلیودبلیوئی                                                                   | ۱۰:۵۵    |
| ۹                                                                                                 | آسکا پیروز با بیرون انداختن آخرین نفر یعنی نیکی بلا                                | مسابقه ۳۰ نفره رویال رامبل زنان برای بدست آوردن مسابقه قهرمانی کمربند زنان راو یا اسمک‌داون در رسلمانیا ۳۴                     | 58:57    |
| - (c) – نشان‌دهنده قهرمان(هایی) است که به میدان می‌روند - پ – نشان‌دهنده این است که مسابقه در پری–شو |                                                                                    | |          |

### ترتیب واردشوندگان و شکست خوردگان در مسابقه رویال رامبل مردان
– راو
  – اسمَک‌دَون
  – ان‌اکس‌تی
  – تعیین نشده
  – برنده

| قرعه | کشتی‌گیر             | برَند       | ترتیب | حذف‌کننده              | مدت حضور | تعداد حذف شدگان توسط او |
| ---- | ------------------- | ---------- | ----- | --------------------- | -------- | ----------------------- |
| 1    | روسِف                | اسمَک‌دَون    | ۱۲    | بری وایت و مت هاردی   | ۳۰:۲۸    | ۰                       |
| 2    | فین بَلر             | راو        | ۲۷    | جان سینا              | ۵۷:۳۸    | ۴                       |
| 3    | راینو               | راو        | ۱     | بارون کوربین          | ۰۲:۰۶    | ۰                       |
| 4    | بارون کوربین        | اسمَک‌دَون    | ۲     | فین بالور             | ۰۱:۰۶    | ۱                       |
| 5    | هیث اسلیتر          | راو        | ۴     | بری وایت              | ۰۰:۳۳**  | ۱                       |
| 6    | الایِس               | راو        | ۱۵    | جان سینا              | ۲۶:۰۰    | ۰                       |
| 7    | آندراده "سیِن" آلماس | ان‌اکس‌تی    | ۱۸    | رندی اورتن            | ۲۹:۲۴    | ۱                       |
| 8    | بری وایت            | راو        | ۱۳    | مت هاردی              | ۲۰:۳۸    | ۳                       |
| 9    | بیگ ای              | اسمَک‌دَون    | ۸     | جیندر ماهال           | ۱۴:۱۴    | ۰                       |
| 10   | سمی زین*            | اسمَک‌دَون    | ۵     | شینسکه ناکامورا       | ۰۶:۵۷    | ۰                       |
| 11   | شیمس                | راو        | ۳     | هیث اسلیتر            | ۰۰:۰۱*** | ۰                       |
| 12   | زیویر وودز          | اسمَک‌دَون    | ۷     | جیندر ماهال           | ۰۸:۲۴    | ۰                       |
| 13   | آپولو کروز          | راو        | ۶     | سزارو                 | ۰۵:۱۶    | ۰                       |
| 14   | شینسکه ناکامورا     | اسمَک‌دَون    | —     | برنده                 | 44:38    | 3                       |
| 15   | سِزارو               | راو        | ۹     | سث رالینز             | ۰۵:۰۸    | ۱                       |
| 16   | کوفی کینگستون       | اسمَک‌دَون    | ۱۱    | آندراده "سیِن" آلماس   | ۰۵:۴۱    | ۱                       |
| 17   | جیندر ماهال         | اسمَک‌دَون    | ۱۰    | کوفی کینگستون         | ۰۳:۴۸    | ۲                       |
| 18   | سث رالینز           | راو        | ۲۲    | رومن رینز             | ۲۲:۰۱    | ۲                       |
| 19   | مت هاردی            | راو        | ۱۴    | بری وایت              | ۰۱:۱۷    | ۲                       |
| 20   | جان سینا            | FA         | ۲۸    | شینسکه ناکامورا       | ۲۹:۱۴    | ۳                       |
| 21   | د هوریکین           | تعیین نشده | ۱۶    | جان سینا              | ۰۰:۴۵    | ۰                       |
| 22   | ایدن اینگلیش        | اسمَک‌دَون    | ۱۷    | فین بالور             | ۰۲:۱۶    | ۰                       |
| 23   | آدام کول            | ان‌اکس‌تی    | ۱۹    | ری میستریو            | ۰۶:۵۲    | ۰                       |
| 24   | رندی اورتن          | اسمَک‌دَون    | ۲۵    | رومن رینز             | ۱۳:۵۵    | ۱                       |
| 25   | تایتوس اونیل        | راو        | ۲۰    | رومن رینز             | ۰۶:۰۷    | ۰                       |
| 26   | د میز               | راو        | ۲۱    | رومن رینز و سث رالینز | ۰۵:۲۰    | ۰                       |
| 27   | ری میستریو          | تعیین نشده | ۲۶    | فین بالور             | ۰۹:۳۹    | ۱                       |
| 28   | رومن رینز           | راو        | ۲۹    | شینسکه ناکامورا       | ۲۱:۵۲    | ۴                       |
| 29   | گُلداست              | راو        | ۲۳    | دالف زیگلر            | ۰۲:۴۳    | ۰                       |
| 30   | دالف زیگلر          | اسمَک‌دَون    | ۲۴    | فین بالور             | ۰۲:۰۱    | ۱                       |

(*) - تای دیلینجر به عنوان ورودی دهم اعلام شد ولی کوین اونز و سمی زین به او در پشت صحنه حمله کردند و باعث شدند که زین جای او را بگیرد.

(**) - هیث اسلیتر زمان بسیاری را در بیرون رینگ بود پیش از اینکه رسماً وارد رینگ شود، چرا که بارون کوربین به او حمله کرده بود.

(***) - اگرچه زمان رسمی اعلام شده بیست ثانیه ثبت شده، ولی زمان واقعی‌اش دقیقاً مشخص نیست.

### ترتیب واردشوندگان و شکست خوردگان در مسابقه رویال رامبل زنان
– راو
  – اسمَک‌دَون
  – ان‌اکس‌تی
  – تالار مشاهیر (HOF)
  – تعیین نشده
  – برنده
| قرعه | کشتی‌گیر       | برَند       | ترتیب | حذف‌کننده                                               | مدت حضور | تعداد حذف شدگان توسط او |
| ---- | ------------- | ---------- | ----- | ------------------------------------------------------ | -------- | ----------------------- |
| 1    | ساشا بنکس     | راو        | ۲۷    | بری بِلا و نیکی بِلا                                     | ۵۴:۴۶    | ۳                       |
| 2    | بکی لینچ      | اسمَک‌دَون    | ۱۴    | روبی رایت                                              | ۳۰:۵۴    | ۲                       |
| 3    | سارا لوگن     | اسمَک‌دَون    | ۷     | مالی هالی                                              | ۱۶:۳۰    | ۰                       |
| 4    | مندی رز       | راو        | ۱     | لیتا                                                   | ۰۳:۵۲    | ۰                       |
| 5    | لیتا          | HOF        | ۳     | بکی لینچ                                               | ۰۵:۵۱    | ۲                       |
| 6    | کایری سِین     | ان‌اکس‌تی    | ۴     | دینا بروک                                              | ۰۴:۴۹    | ۰                       |
| 7    | تَمینا         | اسمَک‌دَون    | 2     | Lita                                                   | ۰۱:۳۴    | ۰                       |
| 8    | دینا بروک     | راو        | ۵     | توری ویلسون                                            | ۰۲:۵۹    | ۱                       |
| 9    | توری ویلسون   | تعیین نشده | ۶     | سونیا دویل                                             | ۰۳:۰۴    | ۱                       |
| 10   | سونیا دِویل    | راو        | ۸     | میشل مک‌کول                                             | ۰۶:۴۱    | ۱                       |
| 11   | لیو مورگن     | اسمَک‌دَون    | ۹     | میشل مک‌کول                                             | ۰۵:۱۲    | ۰                       |
| 12   | مالی هالی     | تعیین نشده | ۱۰    | میشل مک‌کول                                             | ۰۴:۰۴    | ۱                       |
| 13   | لانا          | اسمَک‌دَون    | ۱۱    | میشل مک‌کول                                             | ۰۲:۵۴    | ۰                       |
| 14   | میشل مک‌کول    | تعیین نشده | ۱۳    | ناتالیا                                                | ۰۸:۳۸    | ۵                       |
| 15   | روبی رایت     | اسمَک‌دَون    | ۱۷    | نایا جکس                                               | ۱۱:۳۲    | ۲                       |
| 16   | ویکی گررو     | تعیین نشده | ۱۲    | بکی لینچ، میشل مک‌کول، روبی رایت و ساشا بنکس            | ۰۰:۵۷    | ۰                       |
| 17   | کارملا        | اسمَک‌دَون    | ۲۱    | نیکی بِلا                                               | ۱۸:۴۵    | ۰                       |
| 18   | ناتالیا       | اسمَک‌دَون    | ۲۵    | تریش استراتوس                                          | ۲۵:۳۴    | ۳                       |
| 19   | کِلی کِلی       | تعیین نشده | ۱۶    | نایا جکس                                               | ۰۵:۰۲    | ۰                       |
| 20   | نِیومی         | اسمَک‌دَون    | ۱۸    | نایا جکس                                               | ۰۶:۴۹    | ۰                       |
| 21   | جاکلین        | HOF        | ۱۵    | نایا جکس                                               | ۰۱:۵۲    | ۰                       |
| 22   | نایا جکس      | راو        | ۲۳    | آسکا، بِیلی، بری بِلا، ناتالیا، نیکی بِلا و تریش استراتوس | ۱۷:۵۶    | ۴                       |
| 23   | امبر مون      | ان‌اکس‌تی    | ۲۰    | آسکا                                                   | ۰۶:۱۴    | ۰                       |
| 24   | بث فینکس      | HOF        | ۱۹    | ناتالیا                                                | ۰۲:۲۲    | ۰                       |
| 25   | آسکا          | راو        | —     | برنده                                                  | 19:41    | 3                       |
| 26   | میکی جیمز     | راو        | ۲۲    | تریش استراتوس                                          | ۰۸:۲۴    | ۰                       |
| 27   | نیکی بلا      | اسمَک‌دَون    | ۲۹    | آسکا                                                   | ۱۶:۳۰    | ۴                       |
| 28   | بری بلا       | تعیین نشده | ۲۸    | نیکی بِلا                                               | ۱۱:۵۸    | ۲                       |
| 29   | بِیلی          | راو        | ۲۴    | ساشا بنکس                                              | ۰۵:۰۴    | ۱                       |
| 30   | تریش استراتوس | HOF        | ۲۶    | ساشا بنکس                                              | ۰۵:۳۶    | ۳                       |

## موضوعات مرتبط
- فهرست قهرمانان کنونی دبلیودبلیوئی